# Parafia Matki Bożej Częstochowskiej w Nowicy
Parafia Matki Bożej Częstochowskiej w Nowicy – parafia rzymskokatolicka w diecezji elbląskiej. Erygowana na przełomie XIII i XIV wieku.
Na obszarze parafii leżą miejscowości: Nowica, Stare Siedlisko, Dębiny, Księżno, Lipowa. Tereny te znajdują się w gminie Wilczęta w powiecie braniewskim w województwie warmińsko-mazurskim.
Kościół parafialny w Nowicy został wybudowany na przełomie XIV i XV wieku.